# Apple Maps

Altes Symbol der Apple-Watch-Anwendung

Apple Karten (englischer Originalname: Apple Maps) ist ein Kartendienst von Apple, der im September 2012 mit dem hauseigenen Betriebssystem iOS 6 gestartet wurde. Die iOS-eigene Anwendung Karten ist die lokalisierte Anwendung für den Kartendienst auf dem iPhone, iPad und iPod touch. Seit OS X Mavericks ist die Anwendung Karten auch auf dem Mac vorinstalliert. Auf der Apple Vision Pro ist Karten auf visionOS vorinstalliert.

## Geschichte
Im Juni 2012 kündigte Apple auf der WWDC die Einführung eines eigenen Kartendienstes an, der mit iOS 6 veröffentlicht werden sollte. Die Landkarten, die bislang von Google Inc. zur Verfügung gestellt und in die entsprechende Mobile App integriert worden waren, sollten durch ein neues Angebot ersetzt werden. Neben der Darstellung von Straßenkarten und einem zweidimensionalen Luftbild hat Apple mit Maps eine Flyover genannte Funktion eingeführt, mit deren Hilfe sich Nutzer in einem dreidimensionalen Abbild ausgewählter Großstädte bewegen können. Ferner ermöglicht Apple Maps die Navigation mit dem Auto.
Nach der Präsentation von Apple Maps wurde bekannt, dass TomTom als Lieferant für Karten und andere Informationen dient. Neben den Navigationsdaten zählen dazu zum Beispiel auch Angaben über sogenannte Points of Interest, zum Beispiel dem Standort eines Restaurants. Seit 2015 können diese Orte auch über die Apple Maps Connect Schnittstelle von den Unternehmen selbst angelegt und gepflegt werden. Im Gegensatz zum vorher in iOS enthaltenen Google-Maps-Dienst basiert Apple Maps weitestgehend auf Vektorgrafiken, die ein verlustfreies Zoomen ermöglichen.
Ab iOS 11 hat die Karten-App einen Fahrspurassistent, eine Tempolimit-Anzeige und Indoor-Karten für Gebäude; der Fahrspurassistent war anfangs nur in den USA und China verfügbar und wurde später auf andere Länder ausgedehnt.
Im Juni 2018 wurde die Web-Version der Apple Karten mit dem MapKit-Framework veröffentlicht. Mit dieser JavaScript-Programmierschnittstelle können interaktive Apple-Karten in Webseiten eingebunden werden, darauf Standorte markiert und Overlays hinzugefügt, sowie weitere Geolocation-Dienste ausgeführt werden.
Im Jahr 2019 hat Apple mit dem Look Around Feature einen Konkurrenten zu Google Street View geschaffen, der vorerst nur in den USA verfügbar war. Die Kamera-Fahrzeuge von Apple haben auch in anderen Ländern Daten erfasst, unter anderem in Deutschland und Frankreich. Seit Mitte 2022 können auch weite Teile Deutschlands mit der Funktion angesehen werden.
Im Juni 2024 veröffentlichte Apple die erste Beta fürs Web. Derzeit ist diese nur in Englisch verfügbar. Kompatibel mit Safari und Chrome auf Mac und iPad ebenso wie auf Windows mit Chrome und Edge.

## Karten im deutschsprachigen Raum
Seit Februar 2020 ist in Deutschland, Frankreich und Spanien die ÖPNV-Navigation von Apple Maps verfügbar, seit November 2020 wird auch Österreich unterstützt.
Im April 2022 veröffentlichte Apple neues Kartenmaterial für Deutschland, das nicht mehr auf Drittanbietern, sondern auf eigenen Vermessungsfahrten basiert und eine flächendeckende 3D-Ansicht enthält, die in größeren Städten oder an touristischen Orten durch detaillierte 3D-Modelle ergänzt wird. In den darauffolgenden Wochen erfolgte nach und nach die nahezu flächendeckend Einführung der Look Around-Funktion (Umsehen). Bis Februar 2023 erfolgte eine schrittweise Erweiterung der Fußgängernavigation mittels Erweiterter Realität in folgende Städte: Berlin, Dortmund, Düsseldorf, Essen, Hamburg, Köln, Leipzig, München und Stuttgart.
Im Dezember 2022 wurden neue detailliertere Karten für die Schweiz und Liechtenstein inklusive Look Around veröffentlicht. Im Februar 2023 folgte die Einführung von deutschlandweiter Fahrradnavigation sowie detaillierte Stadtansichten für Berlin, Hamburg und München. Sie enthält farbige 3D-Modelle bekannter Bauwerke, Vegetationsmodelle sowie Straßenansichten, in denen Radwege, Kreuzungen, Fußgängerüberwege sowie andere Markierungen realitätsnah eingezeichnet sind.

## Kritik
Nach der offiziellen Veröffentlichung sah sich Apple Maps der Kritik ausgesetzt, das Kartenmaterial enthalte zahlreiche Fehler und sei weniger detailgetreu als andere Dienste. So fehlte zum Beispiel die Fußgängerzone in der Altstadt von Göttingen vollständig, auch die Freiheitsstatue wurde nicht korrekt angezeigt. Im Landschaftsmodus war die Darstellung von Straßen und Gebäuden teilweise nicht korrekt. Magazine riefen ihre Leser auf, die skurrilsten Fehler mitzuteilen, und legten Fotostrecken an. Ein eigenes Tumblr-Blog vergleicht Karten-, Routen- und Darstellungsfehler mit den Karten der Konkurrenz.
Apples CEO Tim Cook entschuldigte sich Ende September 2012 offiziell für die Probleme mit Apple Karten und wies auf die Verfügbarkeit anderer Kartendienste von Google, Nokia oder Microsoft hin. Gleichzeitig kündigte er an, die Qualität des Kartenmaterials mit steigender Verbreitung zu verbessern. Zudem wurde im App Store eine zusätzliche Kategorie eingerichtet, in der Alternativen zu Apple Maps zusammengefasst werden.
Anfang Oktober 2012 hat Apple damit begonnen, erste Verbesserungen für den Kartendienst öffentlich freizuschalten. Dazu gehörte zum Beispiel ein dreidimensionales Modell der Freiheitsstatue, die zuvor nur als Schatten zu sehen war. Der Konzern hat außerdem Kunden und Mitarbeiter gebeten, bei der Verbesserung des Dienstes mitzuhelfen, indem sie die Feedback-Funktion der App benutzen.
Mit iOS 6.1 platzierte Apple die Schaltfläche zum Melden eines Problems prominenter, damit man einfacher zur Verbesserung der Karten beitragen kann.